# Notylia microchila
Notylia microchila é uma espécie de  planta do gênero Notylia e da família Orchidaceae.

## Taxonomia
A espécie foi descrita em 1904 por Alfred Cogniaux.
Os seguintes sinônimos já foram catalogados:  
- Notylia amesii  L.B.Sm. & S.K.Harris
- Notylia conduplicans  C.Schweinf.

## Forma de vida
É uma espécie epífita e herbácea.

## Conservação
A espécie faz parte da Lista Vermelha das espécies ameaçadas do estado do Espírito Santo, no sudeste do Brasil. A lista foi publicada em 13 de junho de 2005 por intermédio do decreto estadual nº 1.499-R.

## Distribuição
A espécie é encontrada nos estados brasileiros de Bahia, Espírito Santo, Mato Grosso, Pará, Pernambuco e Maranhão.
A espécie é encontrada nos  domínios fitogeográficos de Floresta Amazônica, Cerrado e Mata Atlântica, em regiões com vegetação de cerrado, floresta de terra firme e floresta ombrófila pluvial.